# テレビ映画 (TBS系昼ドラ)
『テレビ映画』（テレビえいが）は、1962年4月30日から1969年2月21日までTBS系列の平日13時台（JST）に放送された昼ドラ放送枠の名称である。

## 概要
平日13:00枠の昼ドラの人気に伴い、新たに設置した昼ドラで、13:00枠ドラマがホームドラマ的な内容に対し、本シリーズは「よろめきドラマ」などといった内容が大半である。
キー局TBS・準キー局朝日放送間での制作局移管や枠拡大などを繰り返しつつ、末期にはキー局ほか一部系列局にて先行裏送りネットを行い、1969年2月21日まで7年弱続いた。その路線は『（花王）愛の劇場』へ引き継がれる。

## 放送時間
- 1962年4月30日 - 1967年3月31日：平日13:15 - 13:30
- 1967年4月3日 - 1969年2月21日：平日13:15 - 13:45
  - 平日13:30枠昼ドラの廃枠にともない、15分拡大。
  - 1968年9月30日以降、系列キー局のTBSほか一部系列局では、本枠を朝日放送に移管するとともに、制作局より15分先行（13:00 - 13:30）裏送りネットに移行した。なお、これに伴い朝日放送制作演芸番組『シャボン玉寄席』を制作局より30分遅れに移行された（13:30 - 13:45）。

## 放送作品一覧

### 1962年
- すずらんの誓い - ここからTBS制作、13:15 - 13:30枠。
- 花の真実
- いのちふたたび

### 1963年
- 昨日の雲は帰ってこない
- 振りむけばひとり - ここまでTBS制作。

### 1964年
- 惑いの午後 - 朝日放送制作（枠不変）。
- 女の斜塔 - ここからTBS制作[注 1]。

### 1965年
- そのことは言えない[注 1]

### 1966年
- 続・女の斜塔 - ここまでTBS制作[注 1]。
- 人妻椿 - ここから朝日放送制作。
- 愛の自画像 - ここまで朝日放送制作、13:15 - 13:30枠。

### 1967年
- 人生相談ドラマ あなたならどうする - ここからTBS制作、13:15 - 13:45枠（15分拡大）。
- 日高川
- 志都という女

### 1968年
- 奈々とその母
- 川は流れる
- 裂けた眠り
- 顔のない心
- 肌は死なない
- 蒸発 - ここまでTBS制作、13:15 - 13:45枠。
- ひとシリーズ 過去深きひと - ここから朝日放送制作（制作局の朝日放送では引き続き13:15 - 13:45枠で放送したが、TBSでは15分先行裏送りネット〈13:00 - 13:30〉）。
- ひとシリーズ 独り泣くひと - ここまで朝日放送制作
- 女の旅路 - TBS制作[注 1]。

## 前後番組
| TBS 平日13:00 - 13:15                    | TBS 平日13:00 - 13:15                | TBS 平日13:00 - 13:15                    |
| 前番組                                   | 番組名                               | 次番組                                   |
| ---------------------------------------- | ------------------------------------ | ---------------------------------------- |
| シャボン玉寄席 ※朝日放送制作、30分繰下げ | テレビ映画 (1968.9.30 - 1969.2.21)   | 花王 愛の劇場 (13:00 - 13:30)            |
| TBS 平日13:15 - 13:30                    |                                      |                                          |
| お料理コーナー ↓ つなぎ番組              | テレビ映画 （1962.4.30 - 1969.2.21） | 花王 愛の劇場 (13:00 - 13:30)            |
| TBS 平日13:30 - 13:45                    |                                      |                                          |
| TBS平日昼1時30分枠の連続ドラマ           | テレビ映画 (1967.4.3 - 1968.9.27)    | シャボン玉寄席 ※朝日放送制作、30分繰下げ |
| 朝日放送 平日13:15 - 13:30               |                                      |                                          |
| 不明                                     | テレビ映画 (1962.4.30 - 1969.2.21)   | 花王 愛の劇場 (13:15 - 13:45)            |
| 朝日放送 平日13:30 - 13:45               |                                      |                                          |
| TBS平日昼1時30分枠の連続ドラマ           | テレビ映画 (1967.4.3 - 1969.2.21)    | 花王 愛の劇場 (13:15 - 13:45)            |